# Crassuncus defectus
Crassuncus defectus là một loài bướm đêm thuộc họ Pterophoridae. Nó được tìm thấy ở Madagascar.